# Graunch Gully
Graunch Gully ist eine glaziale Rinne an der Borchgrevink-Küste des ostantarktischen Viktorialands. An der Basis der Hallett-Halbinsel führt sie vom Edisto-Gletscher nahe der Formation The Football zum Football Saddle.
Wissenschaftler einer von 1957 bis 1958 durchgeführten Kampagne der New Zealand Geological Survey Antarctic Expedition benannte sie. Namensgebend ist das in Neuseeland gebräuchliche umgangssprachliche Wort für eine übermäßige Anstrengung. Hintergrund der Benennung waren die Mühen, denen die Wissenschaftler beim Transport von Material durch diese Rinne ausgesetzt waren.